# Feuerstein

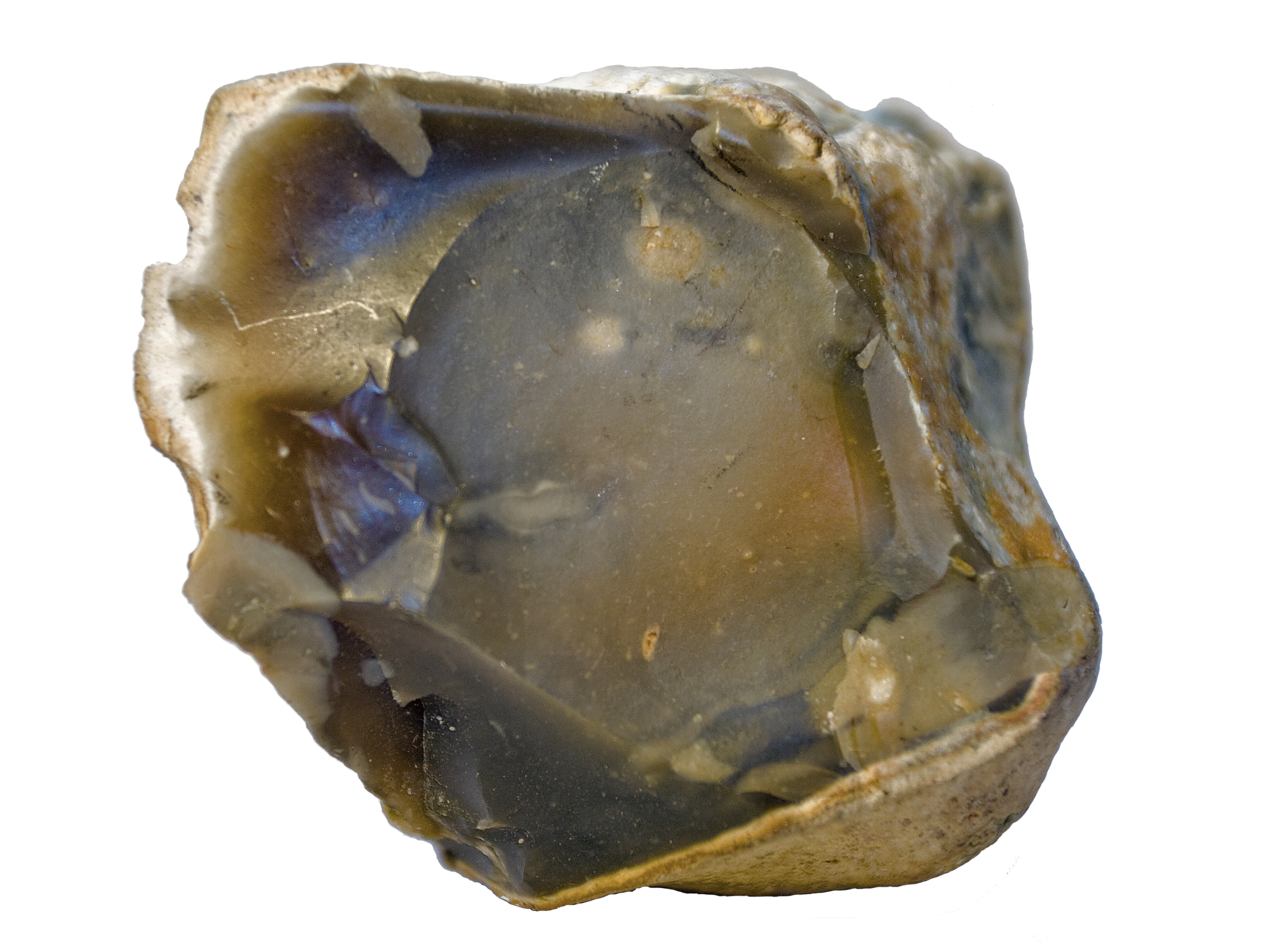
Aufgeschlagene Feuersteinknolle

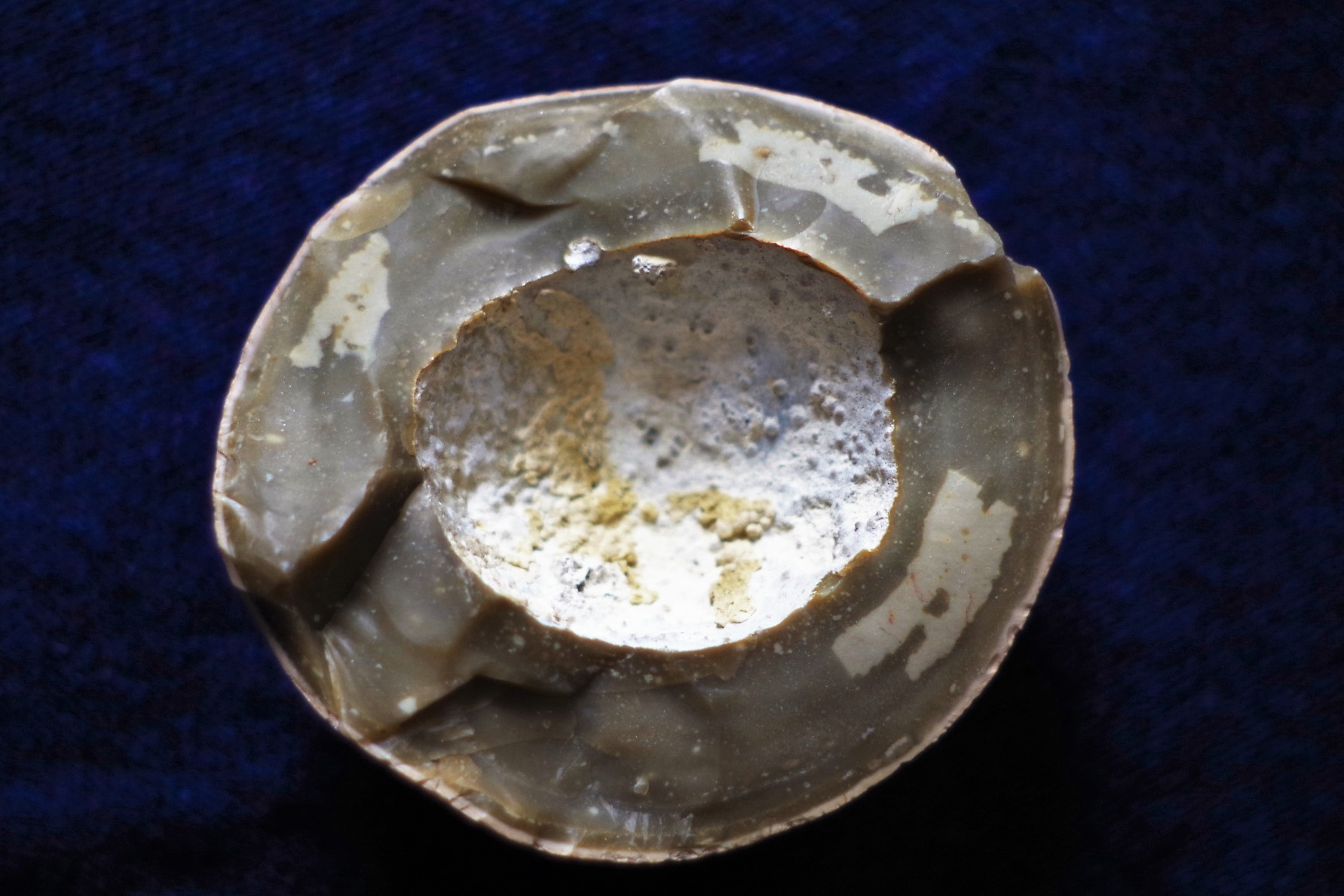
Aufgeschlagene, hohle Feuersteinknolle aus dem Malm, Klettgau

Feuerstein, auch Flint oder Silex, ist ein Kieselgestein und besteht nahezu ausschließlich aus Siliciumdioxid (SiO2). Das Siliciumdioxid liegt hierbei in Form von sehr feinkörnigem (mikrokristallinem) Quarz (Chalcedon) und Mogánit oder in Form von Opal vor. Hinzu kommen akzessorische Minerale, zum Beispiel Hämatit, die dem Gestein eine bestimmte Farbe verleihen können. Bevorzugt werden solche Bildungen als „Feuerstein“ bezeichnet, die diagenetisch in feinkörnigen marinen Kalksteinen entstanden sind. Der Name „Feuerstein“ verweist auf seine historische Bedeutung für das Feuermachen. Die „Feuersteine“, die in modernen Feuerzeugen eingesetzt werden, sind allerdings aus einer Metalllegierung (Cer-Eisen, siehe Auermetall), werden Zündsteine genannt und zerspant. Daneben werden in Feuerzeugen Piezokristalle angeschlagen, um elektrische Funken zu erzeugen.
Als Feuerstein im engeren Sinne gelten jedoch nur diagenetische SiO2-Aggregate, die Ablagerungen des untersten Tertiär (Danium) und der Oberkreide entstammen. Typische Fundplätze sind u. a. die Ostseeküste (Baltischer Feuerstein), die Kreidefelsen von Rügen, die Maastrichter Region und die Burgunder Region. Diagenetische SiO2-Aggregate aus älteren Ablagerungen (in Mitteleuropa insbesondere aus dem Jura, Keuper, Muschelkalk und Zechstein) werden als Hornsteine bezeichnet.

## Entstehung und Eigenschaften

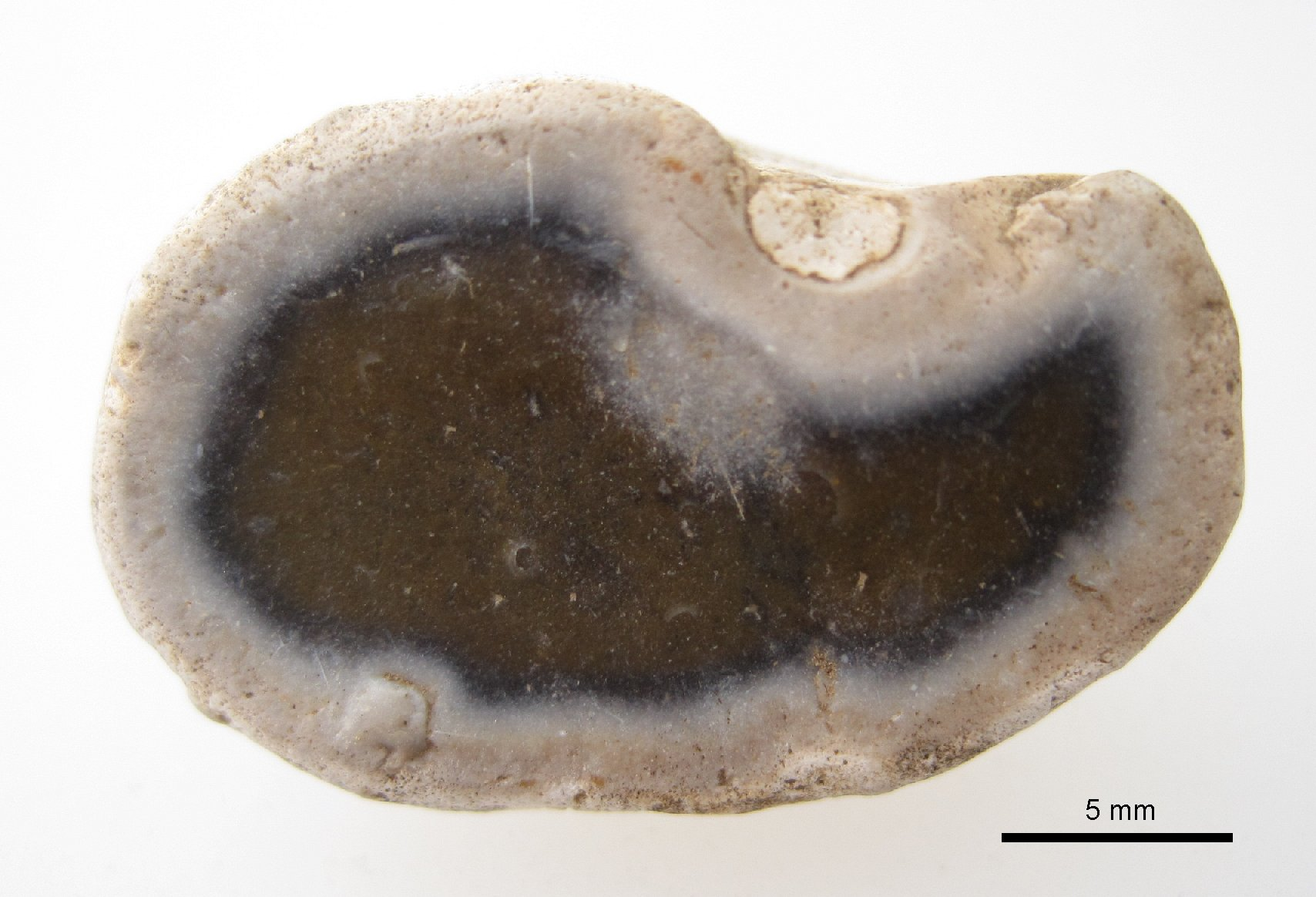
Aufgesägte, kleine Feuersteinknolle mit deutlich ausgeprägter hellerer Rinde

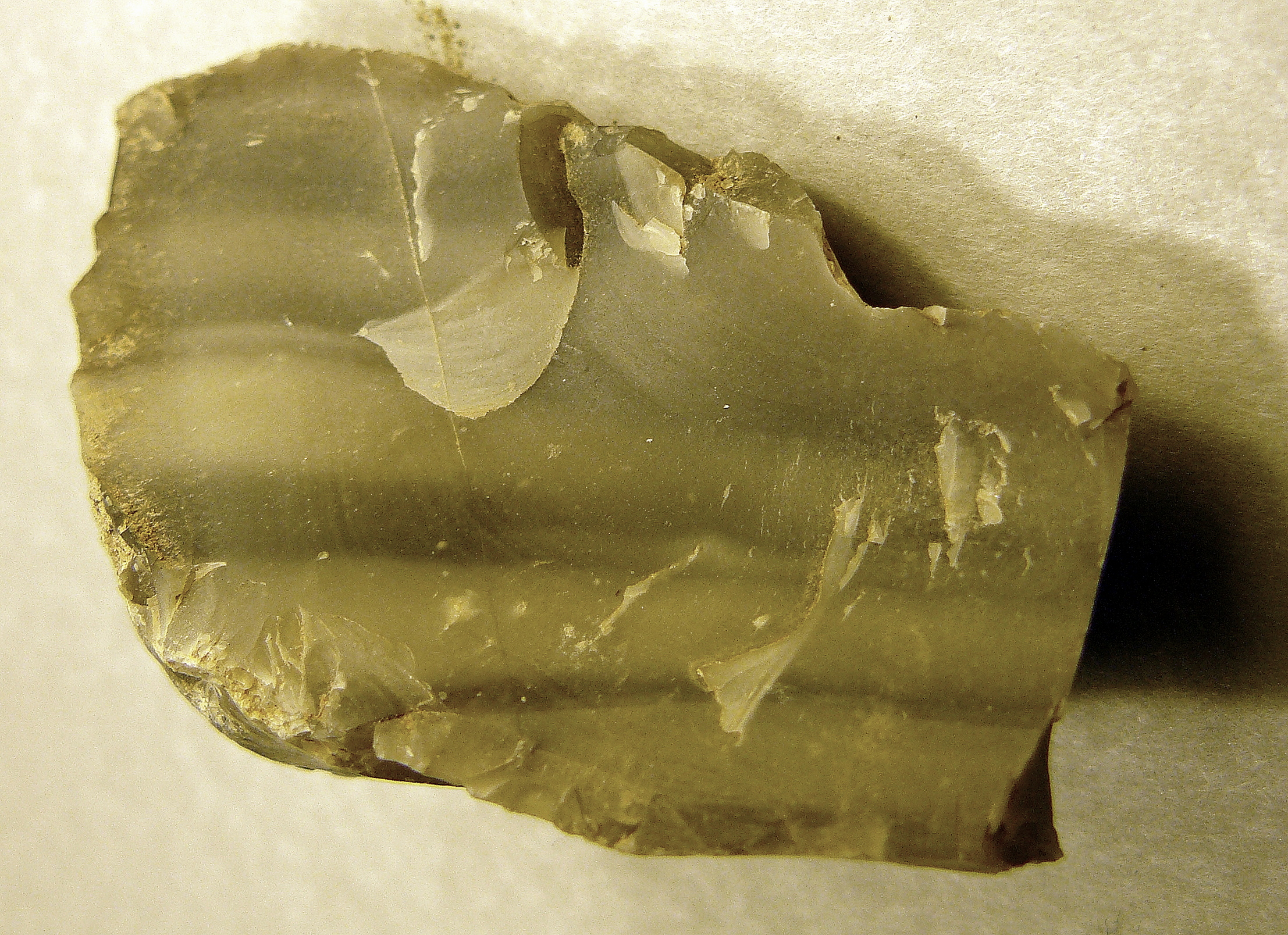
Bänderfeuerstein aus norddeutschem Geschiebe. Die Bänder gehen auf eine rhythmische Einkieselung bei der Entstehung des Feuersteins zurück.

Die Entstehung von Feuerstein ist nach wie vor nicht vollständig geklärt. Vermutlich sorgen kieselsäurehaltige Lösungen bei der Diagenese (Kompaktions- und Umwandlungsprozesse während der Gesteinsbildung) für eine Verdrängung von Karbonaten. Relikte von Skeletten von Kieselschwämmen und Kieselalgen (Diatomeen) in Feuersteinknollen belegen den organischen Ursprung. Feuerstein besteht primär aus dem faserigen Chalcedon, ähnlich wie Jaspis (ein kryptokristalliner, jedoch nicht faseriger, sondern körniger Quarz, mit Korngröße kleiner als 1 Mikrometer). Die Feuerstein-Diagenese verläuft in der Regel über Opal-A (amorph), Opal-CT (wie Kreide leicht zu bearbeiten) zu Feuerstein.
Die Dehydrierung der Kieselsäure erfolgt von innen nach außen, wodurch die Feuersteinknollen oft eine zwiebelartige Struktur aufweisen. Deutlich erkennbar ist oft die poröse helle Außenschicht (die so genannte Rinde oder Cortex). Es handelt sich um die diagenetische Vorstufe zu Feuerstein (SiO2 · nH2O), das sog. Opal-CT. Diese ist leicht zu bearbeiten. Die Umwandlung von Opal-CT zu Feuerstein erfordert Jahrmillionen. Die äußeren Schichten können im geringen Maße Wasser aufnehmen, wodurch eine Verwitterung der Oberfläche begünstigt wird. 
Feuerstein hat eine Mohshärte von 6,5 bis 7. Er besitzt eine isotrope oder amorphe Struktur, das heißt, eine Vorzugsorientierung fehlt. Wenn großer Druck langsam ansteigend oder schlagartig auf einen Punkt des Feuersteins ausgeübt wird, wird die kinetische Energie vom Gestein aufgenommen und breitet sich konzentrisch kegelförmig vom Schlagpunkt ausgehend aus.
Bei ausreichend hoher Schlagenergie wird das Gestein durch die sich ausbreitenden Schlagwellen gespalten. Die hierbei entstehende Bruchfront hat meist eine muschelige Form, wie sie auch an zerbrochenem Glas beobachtet werden kann. Im Bereich einer Bruchstelle weist der Feuerstein auch Schlagwellen auf, die Wallner-Linien. Sie entstehen vor allem bei gezielt abgespaltenen Teilen des Steins, die als Abschläge bezeichnet werden.
Frischer Feuerstein hat meistens eine schwarze bis graue Färbung. Durch Verwitterung wird er zunehmend milchiger; außerdem können auch gelbliche bis bräunliche Verfärbungen durch Eisenoxid auftreten. Roter Feuerstein ist eher selten; er findet sich in Mitteleuropa beispielsweise an den Stränden der Düne von Helgoland. Die rote Färbung ist das Ergebnis von Einlagerungen dreiwertiger Eisenverbindungen (zum Beispiel Hämatit). Der rote Feuerstein entstammt untermeerisch anstehendem Kreidegestein des Turons (Oberkreide) in der Umgebung der Insel. Auf Helgoland wird der rote Helgoländer Feuerstein als Schmuckstein verarbeitet gefasst und verkauft, als polierte Scheibe, als Ringstein (Cabochon) geschliffen oder kugelförmig als Kette aufgezogen.

## Verbreitung in Europa
Feuersteinvorkommen finden sich in zahlreichen jura- und kreidezeitlichen Ablagerungen. Meist liegen die Knollen mit einer Größe von bis zu 30 cm Durchmesser eingebettet in Kreideablagerungen. Es kommen auch Platten mit Dicken bis zu 20 cm vor. Durch spätere Umlagerungsprozesse finden sie sich auch herausgelöst aus ihrem ursprünglichen stratigraphischen Entstehungszusammenhang. So sind Feuersteine in eiszeitlichen Sedimenten als Bestandteil von Grund- und Endmoränen sowie auch innerhalb von Schmelzwasserablagerungen sehr häufig.

### Verbreitung in Deutschland
Anstehend im Muttergestein kommt der Feuerstein in Deutschland vor allem in der Kreide von Helgoland Düne, Rügen, Lägerdorf (Schleswig-Holstein) und Hemmoor (Niedersachsen) vor. Sekundär umgelagert findet er sich im gesamten nordmitteleuropäischen Verbreitungsgebiet, dort lokal auch extrem angereichert (Feuersteinfelder im Naturschutzgebiet Steinfelder in der Schmalen Heide und Erweiterung). Im südniedersächsischen Bergland findet sich Feuerstein als eiszeitliches Geschiebe bis an den Harzrand und im Leinetal bis etwa Freden, nördlich der so genannten Feuersteinlinie. Außerdem kommt er in weißverwitterter Form in tertiären Sanden des Miozäns des Solling vor und ist als Hornstein aus dem Mittleren Muschelkalk (Göttingen bis Einbeck), Korallenoolith/Heersumer Schichten (Thüster Berg) und Hilssandstein bekannt.
Ursprung dieser sekundären Umlagerung war die Elster-Eiszeit, deren Eismassen bis an den Nordrand der Fahner Höhen vordrangen und große Mengen Gesteinsmaterial aus dem nördlichen Europa mit sich führten. Als das Gletschereis schmolz, blieben die Findlinge und Feuersteine im Geschiebemergel zurück. Die Erosion sowie die nachfolgenden Eiszeiten, Saale- und Weichsel-Eiszeiten, verwischten die ursprünglichen Lagerstätten, die Feuersteinlinie.

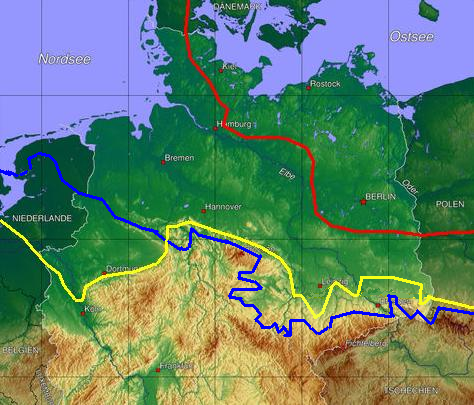
Schematische Darstellung der jeweils maximalen Gletschervorstöße (Geschiebe) der drei letzten Eiszeiten im norddeutschen Tiefland:
rote Linie = Eisrandlage der Weichsel-Kaltzeit;
gelbe Linie = Eisrandlage der Saale-Kaltzeit;
blaue Linie = Eisrandlage der Elster-Kaltzeit

In anderen Gegenden Deutschlands tritt Feuerstein ebenfalls auf, allerdings seltener, wurde aber auch dort gefunden und verwendet. Tonnenschwere Feuersteinblöcke, die wohl im Knollenmergel entstanden sind, finden sich am Flinsberg bei Oberrot, Baden-Württemberg.

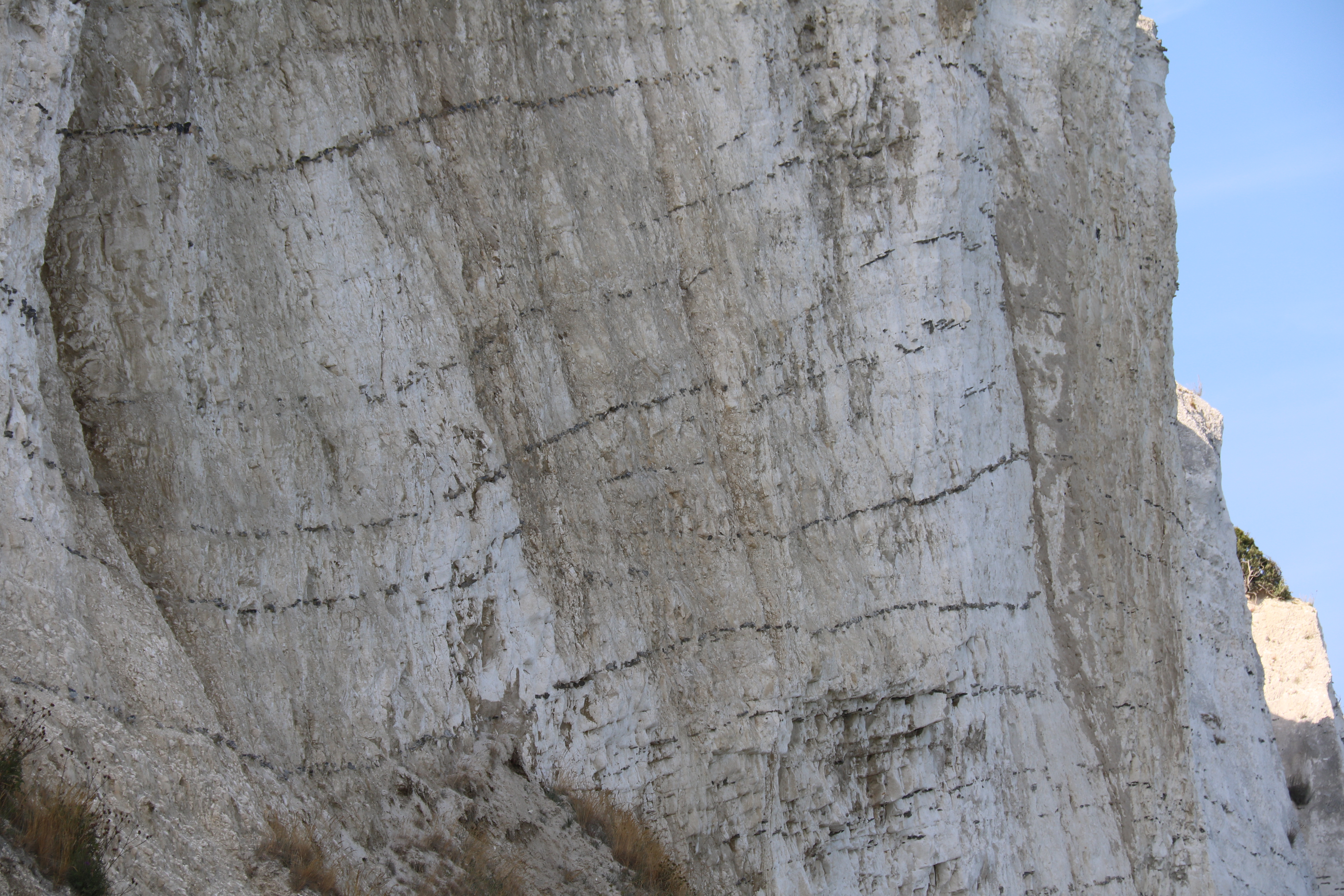
In den Kreideklippen der Insel Møn sind Schichten von Feuersteinknollen als schwarze Bänder erkennbar.
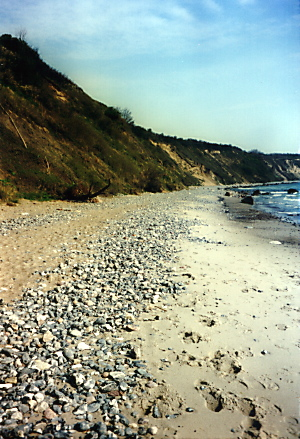
Aus Kreidefelsen ausgewaschene Feuersteine auf Rügen
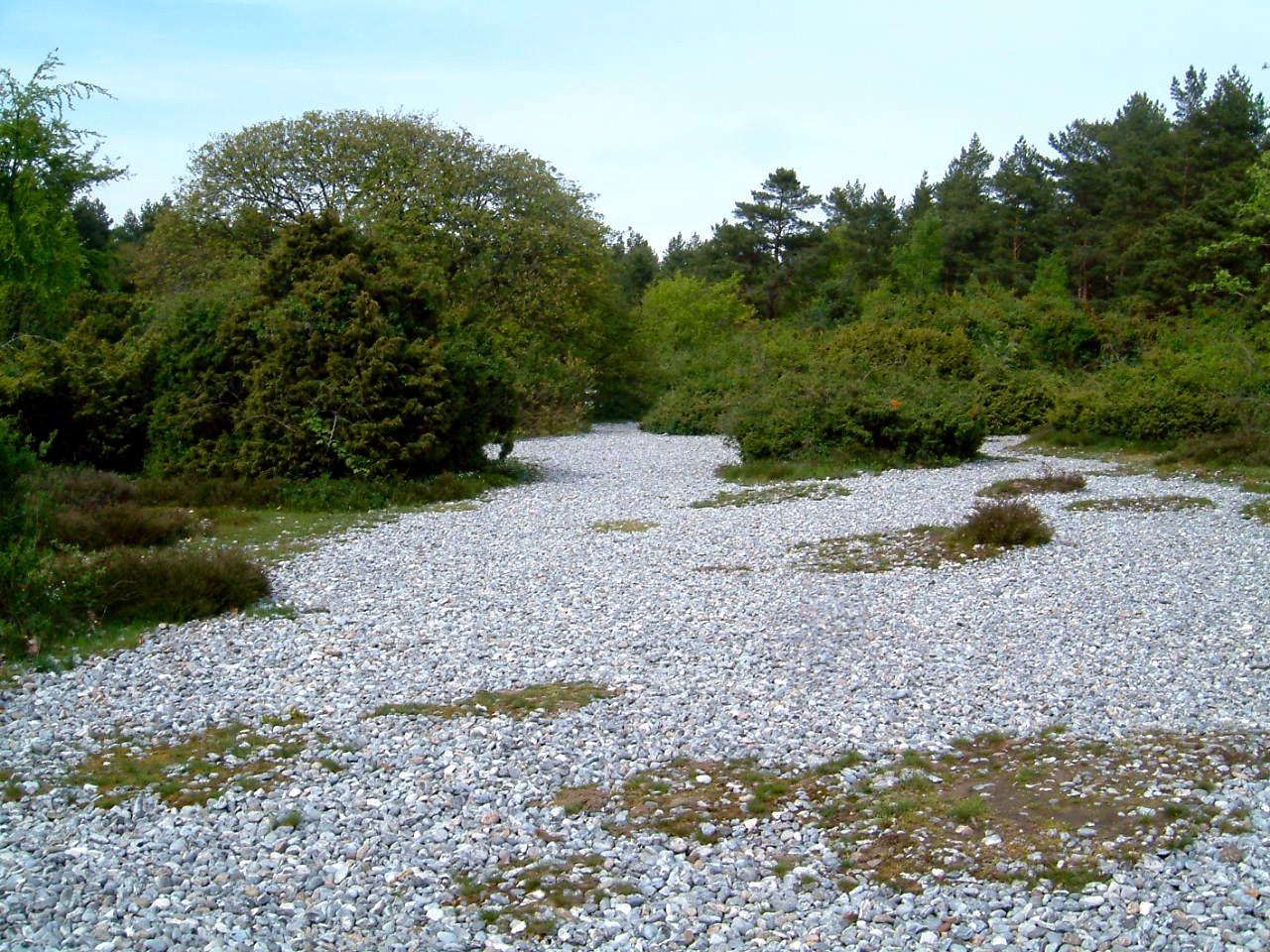
Feuersteinfelder in der Schmalen Heide auf Rügen

## Verwendung

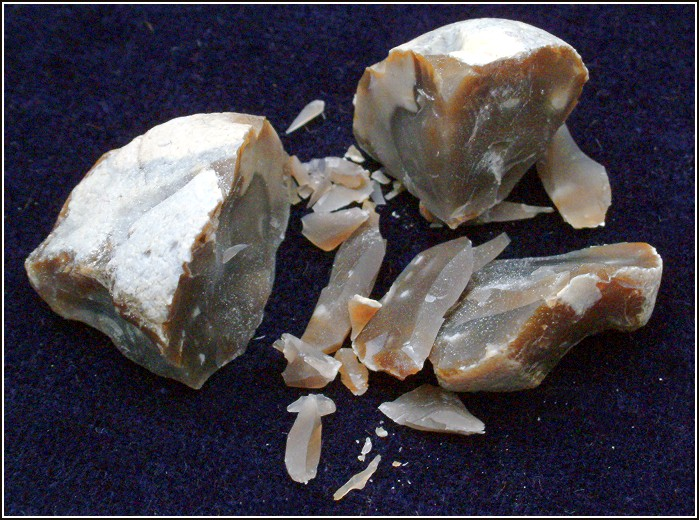
Scharfkantige Feuersteinabschläge

Wegen seiner großen Härte, seiner in hohem Maße berechenbaren Spaltbarkeit und der äußerst scharfen Schlagkanten war der Feuerstein in der Steinzeit ein wichtiges Rohmaterial, um schneidende Werkzeuge und Waffen herzustellen. Große Bedeutung erlangte er mit der Entdeckung, dass man mit seiner Hilfe Funken erzeugen kann.

### Feuerschlagen
Entgegen populärer Vorstellungen können durch Aneinanderschlagen zweier Feuersteine keine Funken zum Feueranzünden erzeugt werden. Es entstehen dabei zwar Funken, diese sind aber nicht heiß genug, um ein Feuer entfachen zu können. Stattdessen dient die scharfe Kante des Feuersteins dazu, Funken aus Eisen(II)-disulfid (FeS2) in Form von Pyrit, Markasit oder Stahl herauszuschlagen.
Ein steinzeitliches Schlagfeuerzeug bestand aus einem Feuerstein, leicht brennbarem Pulver bzw. einfach entzündbarer Faser (dem Zunder), und Pyrit bzw. Markasit. Der eigentliche funkenerzeugende Stein ist dabei der Pyrit/Markasit, von dem mittels des Feuersteins kleine Späne abgeschlagen werden, die durch die Aufschlagenergie und die beim Aufschlag entstehende Reibungswärme entzündet werden – die Funken. Feuerstein (Flint) ist als Schlagstein nicht zwingend erforderlich, Gangquarz oder Quarzit sind dafür ebenfalls geeignet.
Mit Hilfe von Feuerstein und Stahl lassen sich ebenfalls Funken schlagen. Der Stahl muss einen vergleichsweise hohen Kohlenstoffanteil (1,5–2 %) aufweisen; dieser findet sich z. B. im Stahl einer Feile (siehe dazu: Feuerstahl). Dabei schabt der Stein, analog zum Vorgang bei Pyrit/Markasit, winzige Späne vom Stahl ab, die sich durch die dabei entstehende Wärme entzünden. Bis zum Aufkommen der Streichhölzer im 19. Jahrhundert waren Stahl und Stein das einzig gängige Feuerzeug. Man versuchte daher, die Glut in den Öfen über Nacht zu erhalten, um sich das mühselige Feuerschlagen zu ersparen. In einem modernen Gas- oder Benzinfeuerzeug wird der Funke mit einem Reibrad aus einem Zündstein geschlagen, wobei die Härte des Reibrads größer ist als die Eisen-Cer-Legierung des Zündsteins.
Vom 16. bis zum 19. Jahrhundert diente Feuerstein (genannt auch Flint, „Flinsstein“ und „Flintenstein“ – vgl. englisch flintstone und Flinte#Begriffsentstehung) in Steinschlosswaffen als Zündhilfe. Ein am Hahn der Waffe befestigter kleiner Feuerstein schlug beim Betätigen des Abzugs mit hoher Geschwindigkeit gegen einen Stahlsporn (Batterie). Die dabei entstehenden Funken entzündeten das Schwarzpulver auf der darunter angebrachten Pfanne, dessen Flamme auf das Schwarzpulver im Lauf übergriff, dessen Verbrennungsgase die Kugel aus dem Lauf trieben. Wegen der früheren Verwendung in Schusswaffen ist im Französischen pierre à fusil („Büchsenstein“, vgl. auch Füsillade) ein Synonym für silex.

### Schmuck und Amulette
Feuersteinknollen mit einem natürlich entstandenen Loch, so genannte „Hühnersteine“ oder „Hühnergötter“, fanden und finden besonders als Talismane Verwendung (zur Theorie über das Entstehen der Löcher siehe Paramoudra). Als Schmuckstein findet er bis heute Verwendung, ebenso für vielfältige dekorative Anwendungen.

### Sonstige Verwendungen

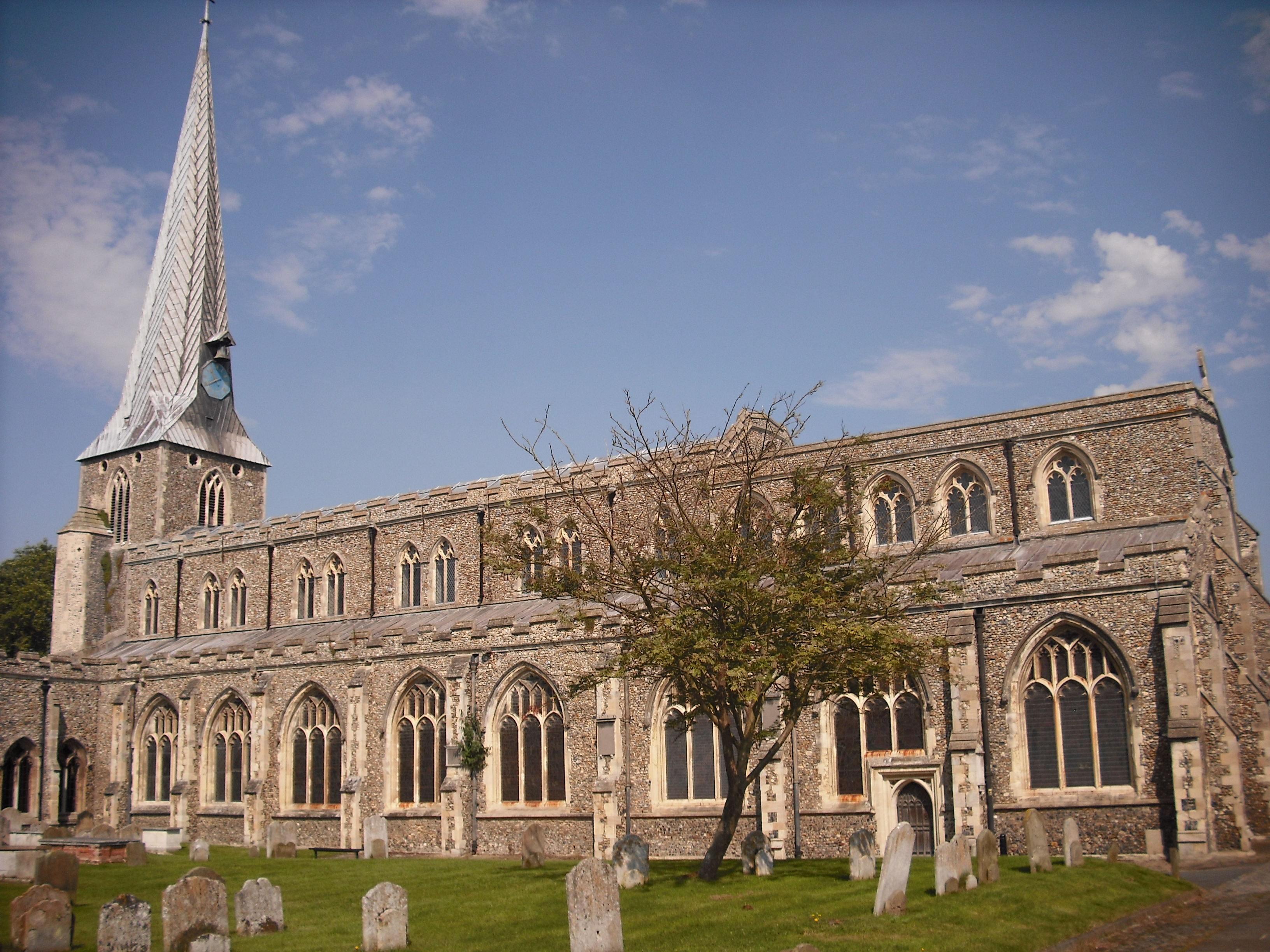
Saint Mary’s Church, Hadleigh

Vor allem in England wird seit der Antike Feuerstein als Baumaterial für fast alle Arten von Gebäuden verwendet. Heute spielt der Feuerstein als Rohstoff eine untergeordnete Rolle. Im Straßenbau wird er in zermahlener Form dem Asphalt zugemischt, um die reflektierenden Eigenschaften von Straßenbelägen zu verbessern. Fein gemahlen dient er als Schleifmittel, wurde aber durch Elektrokorund weitgehend ersetzt.
In Russland besteht ein alter, tief verwurzelter Volksglaube, dass der Schwarze Feuerstein aufgrund seiner chemischen Beschaffenheit Wasser reinigt und für den menschlichen Konsum brauchbar macht. In Apotheken wird Feuersteinbruch in Päckchen von 10, 50 oder 150 g mit einer genauen Gebrauchsanweisung verkauft: 50 g Feuersteinbruch abwaschen, in einen Behälter mit 5 l Wasser füllen, 3 Tage stehen lassen. Danach könne das Wasser zum Trinken, Kochen, Waschen, für Pflanzen und Aquarien verwendet werden. Nach 6 bis 8 Monaten sei es wünschenswert, die Feuersteine zu erneuern.

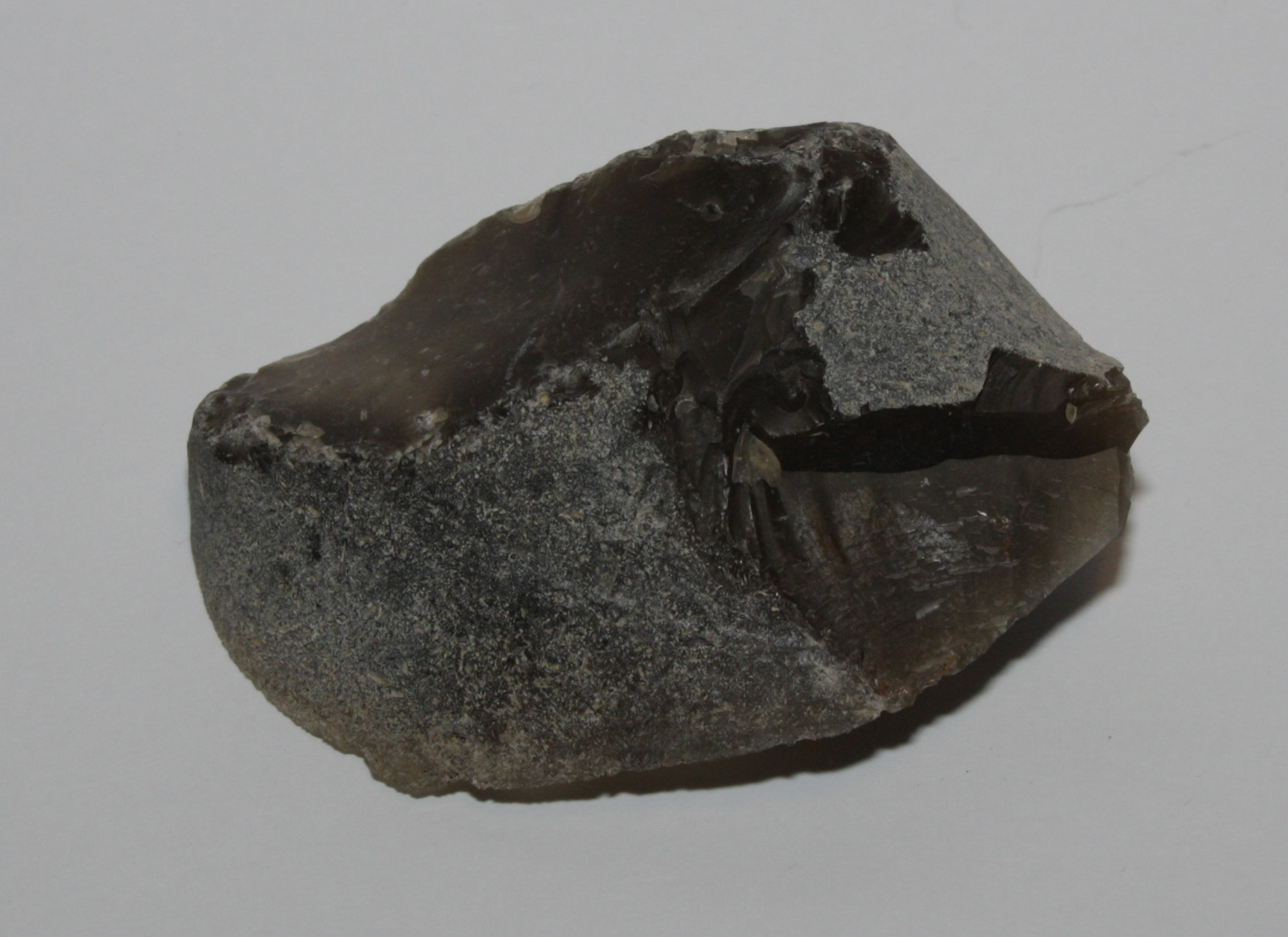
Feuerstein aus der Ostsee (Boltenhagen)
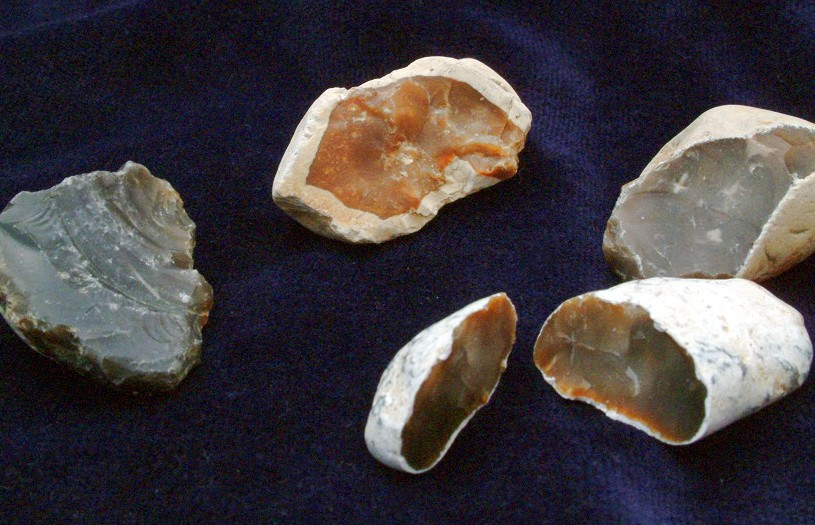
Kleine Feuersteinknollen
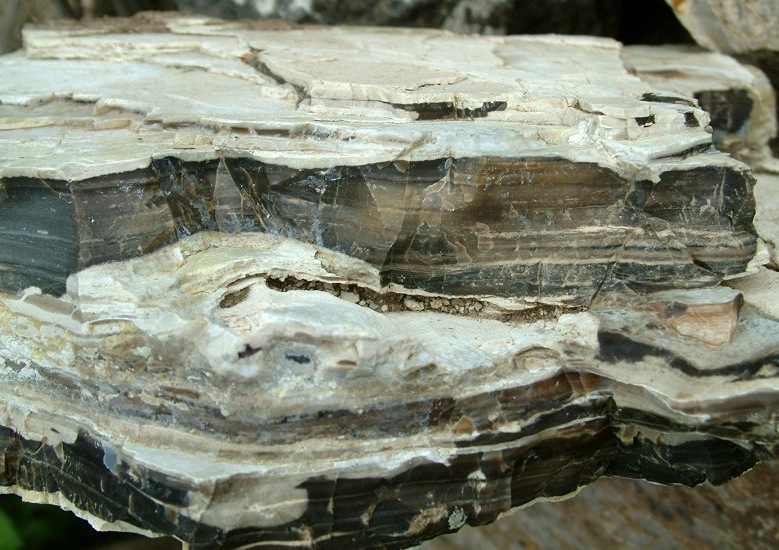
Plattenförmige Feuersteinablagerungen
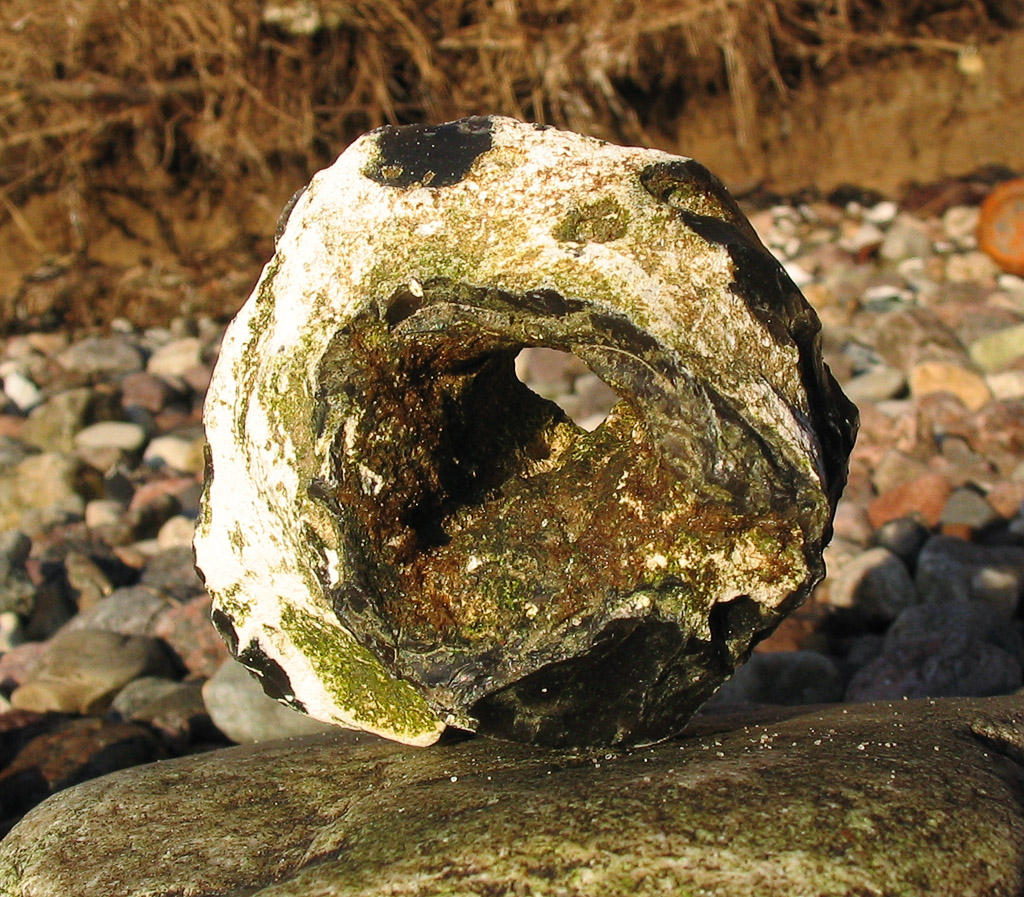
Feuerstein mit Loch
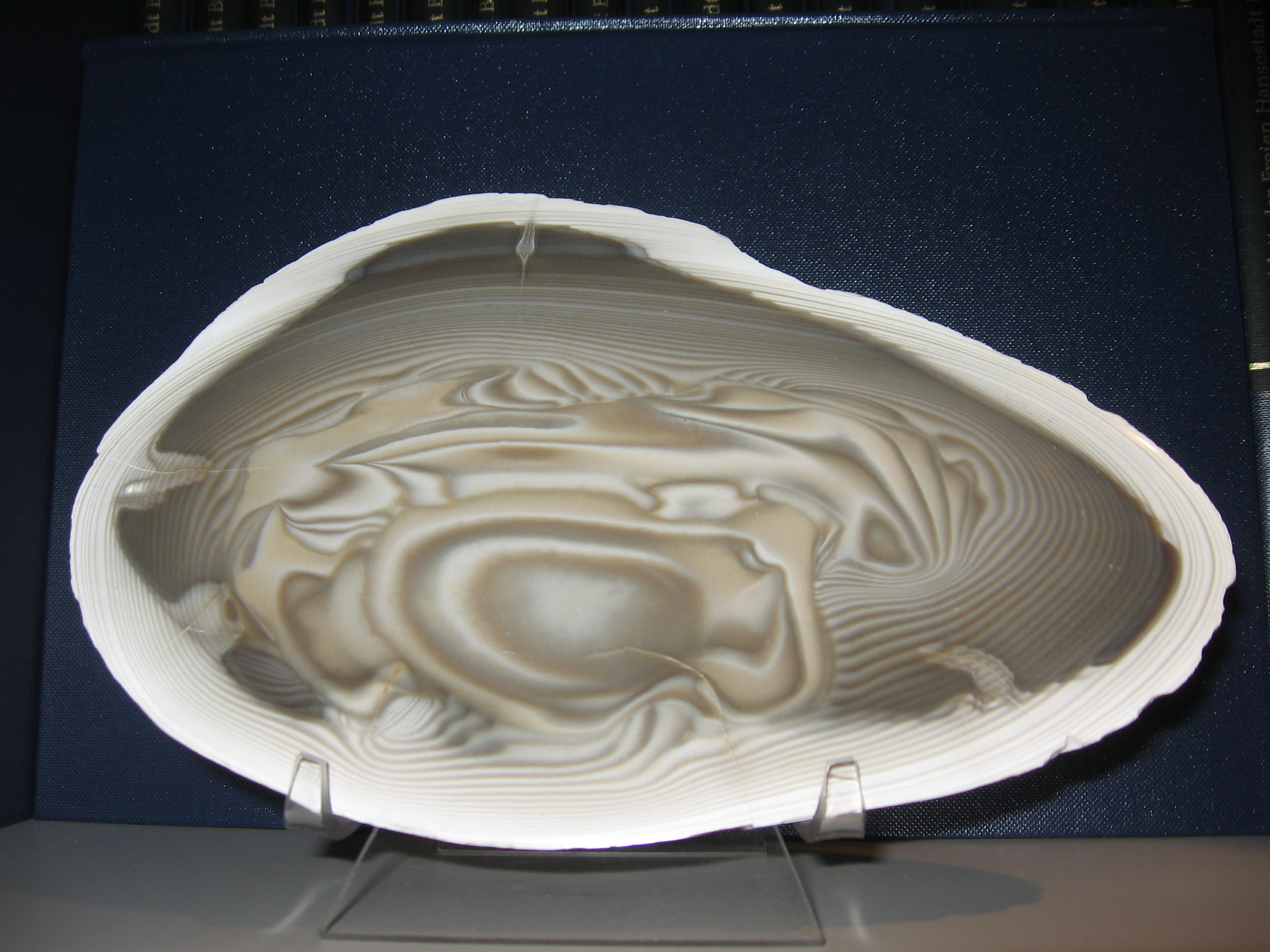
Feuerstein-Scheibe aus Polen
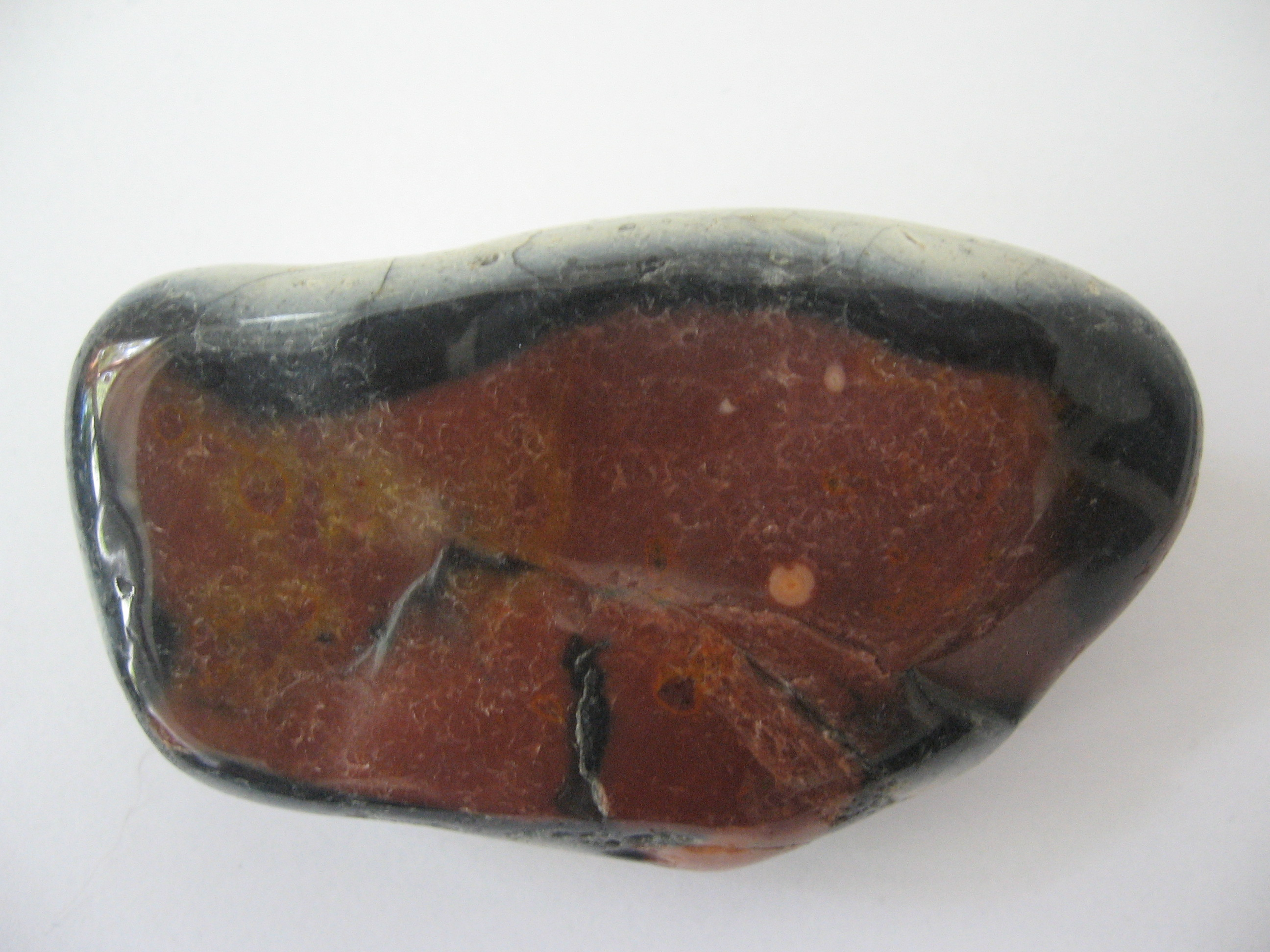
Polierter roter Feuerstein von Helgoland
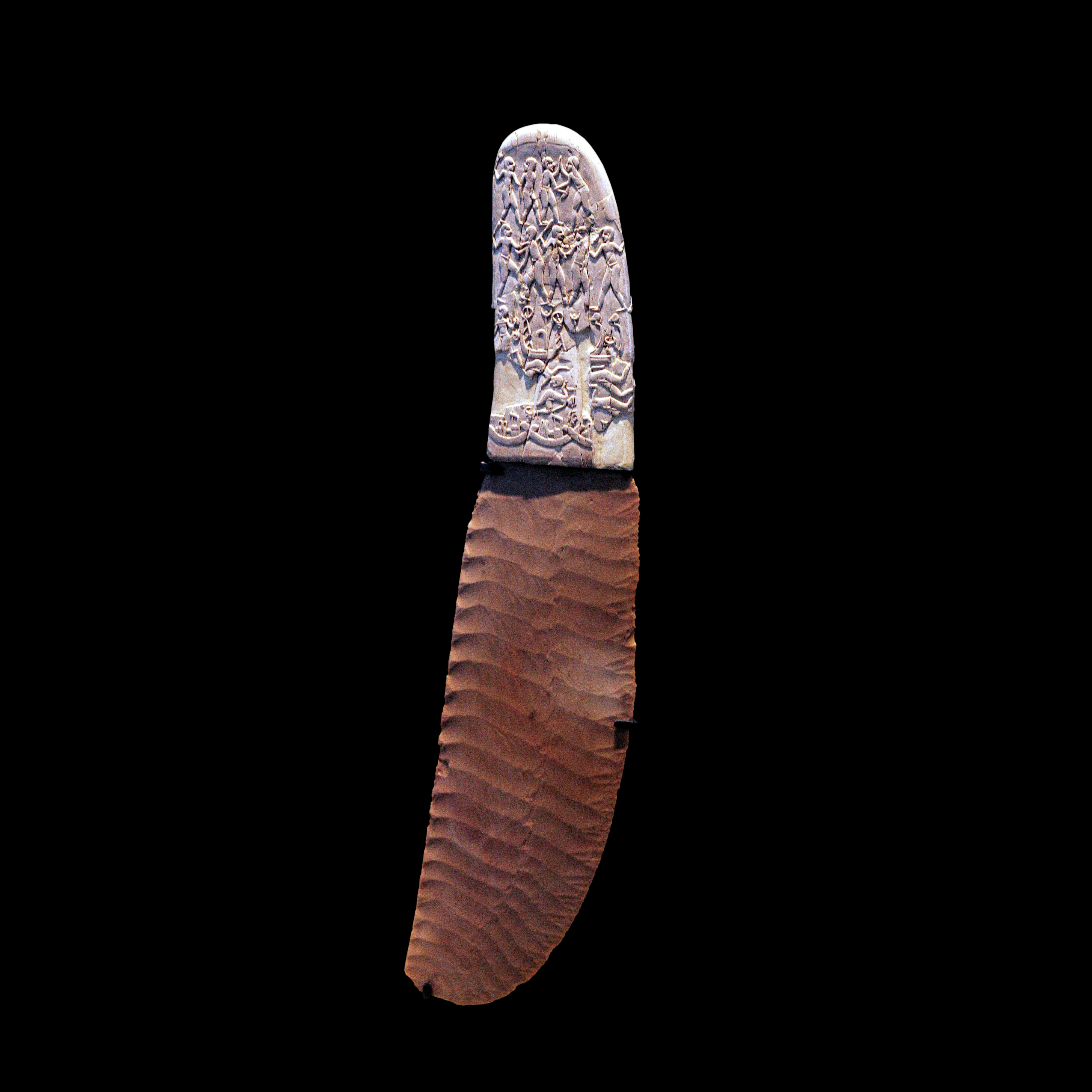
Ägyptisches Prunkmesser vom Gebel el-Arak, Prädynastik um 3300–3200 v. Chr. mit Elfenbeingriff und Feuersteinklinge
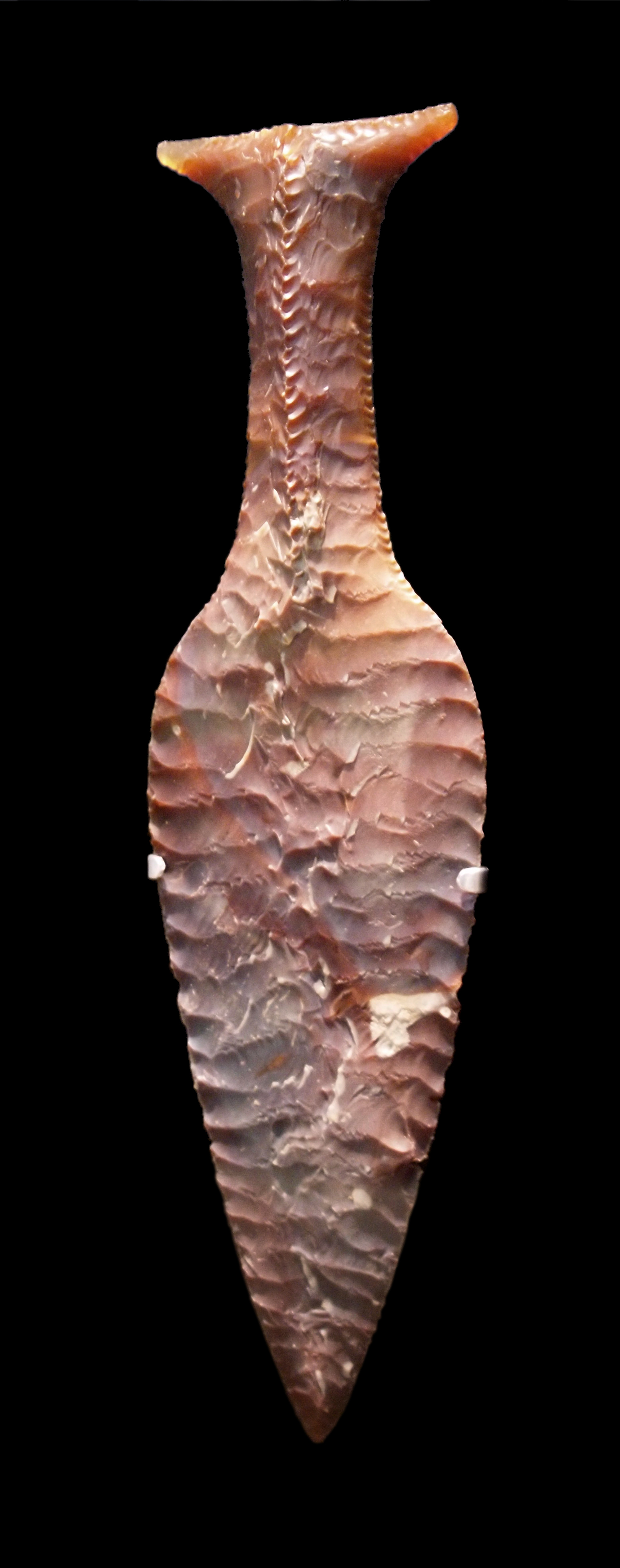
Fischschwanzdolch aus Hindsgavl, Dänemark

## Urgeschichtliche Bearbeitungstechniken

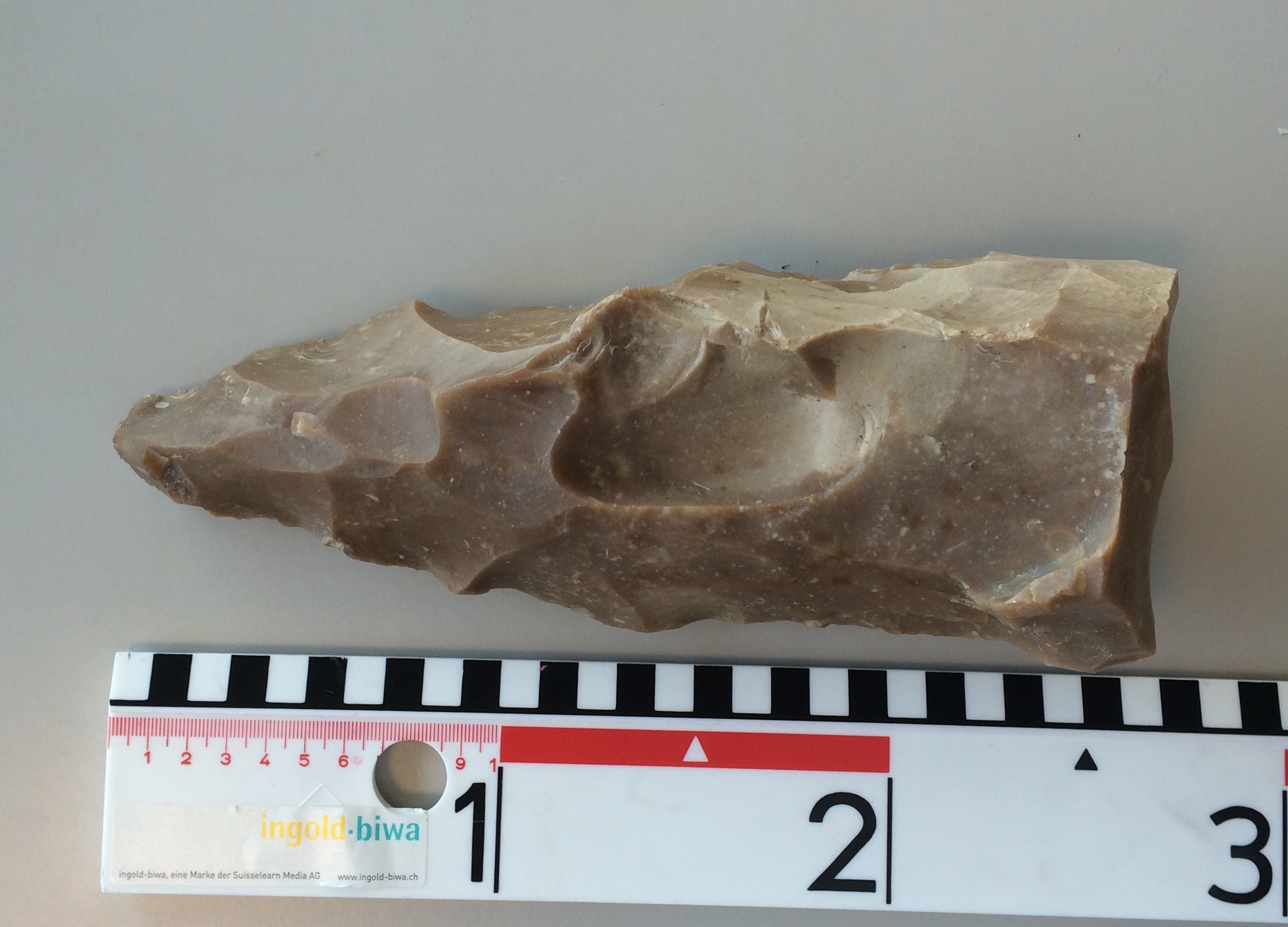
Feuerstein aus Südfrankreich mit Spuren von Abschlägen

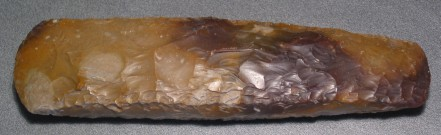
Feuersteinbeil („Flintbeil“), Trichterbecherkultur

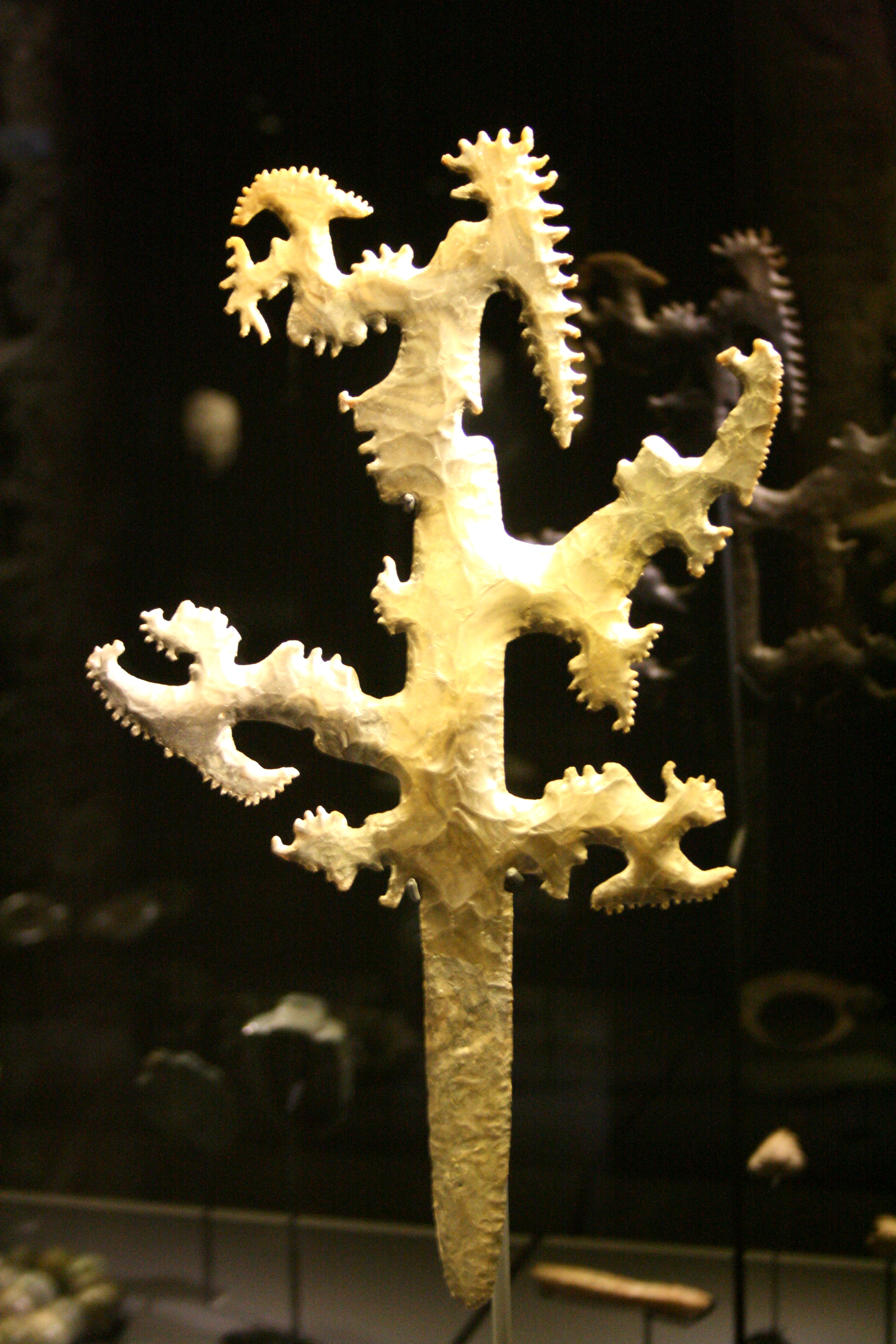
Unregelmäßiges Feuersteinmesser (eccentric flint) mit Maya-Kopf im Profil und Kopfschmuck

Während der Steinzeit wurden zahlreiche Techniken entwickelt und optimiert, um aus Feuerstein und anderen Gesteinen Geräte oder Waffen herzustellen wie Klingen im Sinne des Messers oder Faustkeile. Dieses Handwerk erreichte in der späten Jungsteinzeit vielerorts (beispielsweise in Dänemark) einen hohen Grad der Kunstfertigkeit. Der Höhepunkt der Bearbeitungskunst findet sich bei den Maya in den unregelmäßigen Feuersteinen. Bearbeitet wurden auch andere Varietäten wie Obsidian oder Chalzedon.

### Schlagtechniken

Bipolarer Klingenkern aus Feuerstein

Im Folgenden sollen einige der wesentlichen steinzeitlichen Techniken zur Bearbeitung von Feuerstein kurz erläutert werden. Vorgestellt werden hier nur Techniken der sogenannten Grundformproduktion (bzw. Abschlagherstellung). Dabei entstehen die beiden Grundformen Kern und Abschlag.
- Direkte harte Technik: Mit einem geeigneten Schlagstein (zum Beispiel Quarzitgeröll) wird der Feuerstein (Kern) direkt bearbeitet. Bei dieser Technik entstehen meist relativ große Abschläge.
- Picktechnik: Die Picktechnik ist eine Variante der direkten harten Technik. Der Schlagstein ist hier aus sehr hartem Gestein (beispielsweise auch ein Feuerstein) und wird mit einer hohen Schlagfrequenz auf die Oberfläche des Werkstücks geschlagen. Hier wird der Stein durch das flächige Entfernen einer großen Menge kleinster Partikel geformt. Diese Schlagspuren sind deutlich zu erkennen.
- Direkte weiche Technik: Auch hier wird das Werkstück mit direkten Schlägen bearbeitet. Allerdings wird als Schlaggerät ein weicheres Material (zum Beispiel Geweihschlägel) verwendet. Abgetrennte Abschläge sind meist dünn und leicht gewölbt. Mit dieser Technik lassen sich auch gut lange, schmale Abschläge herstellen, sogenannte Klingen.
- Drucktechnik: Bei der Drucktechnik wird der Druck nicht schlagartig auf den Feuerstein ausgeübt, sondern langsam zunehmend bis ein Abschlag abgetrennt wird. Hierzu können beispielsweise Druckstäbe aus Holz mit Geweihspitze verwendet werden. Mit einer Drucktechnik, bei der das Gewicht des Oberkörpers genutzt wird, können lange, schmale Klingen erzeugt werden. Andere Drucktechniken eignen sich, um eine gleichmäßige Oberfläche zum Beispiel bei Dolchen zu gestalten.
- Punchtechnik: Bei der Punchtechnik kommt ein Zwischenstück aus Geweih zum Einsatz, auf das mit einem ebenfalls aus Geweih bestehenden Schlägel geschlagen wird. Diese Technik ermöglicht eine hohe Energieeinwirkung auf einen bestimmten Punkt. Auf diese Weise können sehr präzise Abschläge hergestellt werden.

### Andere Bearbeitungstechniken

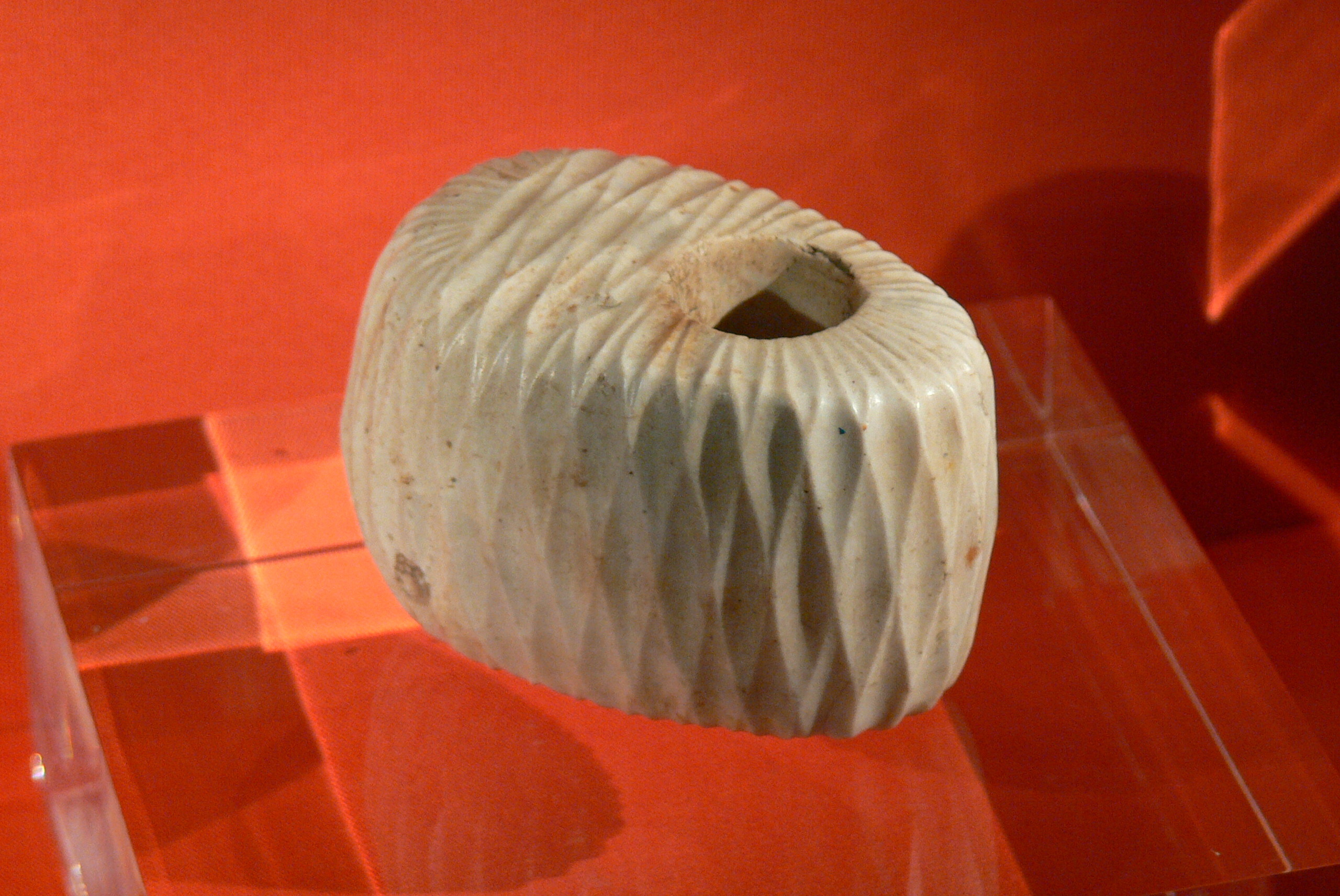
National Museum Cardiff, Neolithischer Keulenkopf aus Feuerstein mit Bohrung (3.000–2500 v. Chr.), aus Maesmor, Denbighshire

Neben den Schlagtechniken wurden noch weitere Techniken eingesetzt, um den Feuersteingeräten die gewünschte Form zu geben oder die Oberfläche zu optimieren und Schäftungsvorrichtungen zu erstellen.
- Schleiftechnik: Bei dieser Technik wird der Feuerstein auf einem harten, körnigen Gestein (z. B. einem Sandsteinblock) glattgeschliffen. Belegt ist diese Methode bei neolithischen Steinbeilen der Trichterbecherkultur und der Kugelamphoren-Kultur. Diese wurden entweder komplett oder beidseitig entlang der Schneide überschliffen.
- Bohrtechnik: Bohrtechniken wurden seit dem Neolithikum bei Äxten aus Felsgestein (z. B. Basalt oder Amphibolit) eingesetzt. Feuerstein ist extrem hart und wurde daher nur sehr selten gebohrt. Als Bohrmittel wurde Quarzsand verwendet. Feuersteinbeile und Klingen wurden anfangs nur in der Hand verwendet, daher der Ausdruck Faustkeil. Mit einem Schaft verbunden wurden sie durch Einklemmen oder Festbinden zu Werkzeugen und Waffen weiterentwickelt.

### Hitzebehandlung
Eine nicht formgebende, sondern die Materialeigenschaften beeinflussende Prozedur besteht im Tempern, d. h. der Stein wird Hitze ausgesetzt.

## Feuersteinverbreitung in der Früh- und Vorgeschichte
Die Verbreitungskarte des Silex aus der Region Schaffhausen-Singen lässt erkennen, dass die dortigen Varietäten fast nur an Siedlungen der Hornstaader Gruppe der Pfyner Kultur weitergegeben wurden, die in der Region Hochrhein-Bodensee ansässig war. In das Gebiet am Zürichsee, wo zeitgleich die Cortaillod-Kultur beheimatet war, gelangten diese Rohstoffe nur selten. Die Siedlungen an den Zürcher Seen wurden dagegen vorrangig mit Silex aus der Region an der Lägern oder aus dem Raum Olten versorgt. Somit scheint die Verbreitung von Rohstoffen in Bezug zum Kulturraum zu stehen.
Die qualitativ gleichwertigen Knollen aus dem Lägernsilex sind deutlich größer als die Schaffhauser Silexknollen, wodurch sie für die Herstellung größerer Geräte geeignet waren. Trotz dieses Vorteils gelangte Lägernsilex jedoch um 4000 v. Chr. nicht in nennenswerter Menge über die Kulturgrenze hinweg an den Bodensee.
Dies lässt darauf schließen, dass Silexrohstoffe im Untersuchungsgebiet nicht kommerziell gehandelt wurden, sondern dass die Verbreitung auf einer anderen Grundlage erfolgte. Der Bezug zwischen dem Hauptverbreitungsgebiet des Rohstoffs und den archäologischen Kulturräumen spricht dafür, dass er nach bestimmten gesellschaftlichen Prämissen verbreitet wurde. Vorstellbar ist ein zeremonieller Austausch von Rohstoffen, Halb- und Fertigprodukten, wobei der soziale Aspekt im Vordergrund stand. Vergleichbare Formen konnten Ethnologen in rezenten und subrezenten Gesellschaften beobachten. Dort dient die Weitergabe von Sachgütern und Rohstoffen primär der Festigung sozialer und politischer Bindungen. Ähnliche Verhältnisse sind offenbar auch für das ältere Jungneolithikum im nördlichen Alpenvorland anzunehmen.

### Feuersteinbergwerk
In Europa sind rund 100 prähistorische Feuersteinbergwerke bekannt, steinzeitliche Gruben, in denen mit einfachsten Mitteln Rohmaterial für die Herstellung von Feuersteingeräten und -waffen gewonnen wurde.